# Contre-la-montre féminin de cyclisme sur route aux Jeux olympiques d'été de 2004
Navigation
Sydney 2000 Pékin 2008
Le contre-la-montre féminin de cyclisme sur route, épreuve de cyclisme des Jeux olympiques d'été de 2004, a lieu le 18 août 2004.
Leontien van Moorsel, qui a chuté trois jours plus tôt dans l'avant dernier tour de la course en ligne, n'a pas souffert de séquelles et défend avec succès son titre olympique obtenu quatre ans auparavant.

## Médaillées
| Or                   | Argent              | Bronze       |
| Leontien van Moorsel | Deirdre Demet-Barry | Karin Thürig |

## Résultats

### Course (18 août)
| Rang               | Coureur                | Pays        | Temps          |
| ------------------ | ---------------------- | ----------- | -------------- |
| Médaille d'or      | Leontien van Moorsel   | Pays-Bas    | 31 min 11 s 53 |
| Médaille d'argent  | Deirdre Demet-Barry    | États-Unis  | 31 min 35 s 62 |
| Médaille de bronze | Karin Thürig           | Suisse      | 31 min 54 s 89 |
| 4                  | Christine Thorburn     | États-Unis  | 32 min 14 s 82 |
| 5                  | Lada Kozlíková         | Tchéquie    | 32 min 15 s 41 |
| 6                  | Oenone Wood            | Australie   | 32 min 16 s 00 |
| 7                  | Joane Somarriba        | Espagne     | 32 min 25 s 93 |
| 8                  | Zulfiya Zabirova       | Russie      | 32 min 30 s 08 |
| 9                  | Priska Doppmann        | Suisse      | 32 min 40 s 47 |
| 10                 | Edita Pučinskaitė      | Lituanie    | 32 min 42 s 12 |
| 11                 | Judith Arndt           | Allemagne   | 32 min 46 s 94 |
| 12                 | Olga Slyusareva        | Russie      | 32 min 51 s 06 |
| 13                 | Mirjam Melchers        | Pays-Bas    | 33 min 01 s 58 |
| 14                 | Jeannie Longo-Ciprelli | France      | 33 min 05 s 72 |
| 15                 | Trixi Worrack          | Allemagne   | 33 min 05 s 72 |
| 16                 | Lyne Bessette          | Canada      | 33 min 24 s 19 |
| 17                 | Susan Palmer-Komar     | Canada      | 33 min 26 s 01 |
| 18                 | Dori Ruano Sanchon     | Espagne     | 33 min 29 s 63 |
| 19                 | Nicole Cooke           | Royaume-Uni | 33 min 45 s 22 |
| 20                 | Edwige Pitel           | France      | 34 min 02 s 35 |
| 21                 | Tatiana Guderzo        | Italie      | 34 min 14 s 47 |
| 22                 | Anita Valen            | Norvège     | 34 min 31 s 94 |
| 23                 | Rasa Polikevičiūtė     | Lituanie    | 34 min 34 s 48 |
| 24                 | Nataliya Kachalka      | Ukraine     | 35 min 01 s 05 |
| 25                 | Susanne Ljungskog      | Suède       | 35 min 17 s 25 |

## Sources
- (en) Cet article est partiellement ou en totalité issu de l’article de Wikipédia en anglais intitulé « Cycling at the 2004 Summer Olympics – Women's road time trial » (voir la liste des auteurs).